# Popolo e Giustizia
Popolo e Giustizia (in bosniaco Narod i Pravda, abbreviato NiP) è un partito politico di centrodestra della Bosnia ed Erzegovina. Il partito è stato fondato il 12 marzo 2018.

## Storia
Popolo e Giustizia è stato fondato il 12 marzo 2018, dopo che Elmedin Konaković si è dimesso da tutte le funzioni di partito nel Partito d'azione democratica, di tendenza conservatore e considerato rappresentante il gruppo nazional-religioso bosgnacco. Lo stesso giorno si è tenuta l'assemblea di fondazione, alla presenza di 60 fondatori, dove Konaković è stato eletto presidente, Senada Bosno ed Elvedin Okerić vicepresidenti e Mirza Selimbegović è stato scelto come Segretario generale.
Nelle elezioni generali tenutesi nello stesso anno il partito vinse sei seggi all'Assemblea cantonale di Sarajevo, due seggi alla Camera dei rappresentanti della Federazione di Bosnia ed Erzegovina e un seggio alla Camera federale dei popoli.
Nelle elezioni municipali del 2020 il partito ha notevolmente aumentato la sua quota di voti nella città di Sarajevo, diventando il più grande partito politico della città. Nelle elezioni generali del 2022 il partito ha anche aumentato notevolmente la sua quota di voti nel Paese, conquistando tre seggi alla Camera dei rappresentanti nazionale e sette seggi a quella federale.

## Cronotassi dei presidenti
| # | Nome (Nato-Morto)                 | Ritratto | Mandato       | Mandato   |
| - | --------------------------------- | -------- | ------------- | --------- |
| 1 | Elmedin Konaković (nato nel 1974) |          | 12 marzo 2018 | in carica |

## Elezioni

### Elezioni parlamentari
| Anno | Voti   | %    | CdR    | +/- Seggi | CdP    | +/- Seggi | Governo            |
| ---- | ------ | ---- | ------ | --------- | ------ | --------- | ------------------ |
| 2018 | 23.381 | 1,41 | 0 / 42 | Nuovo     | 0 / 15 | Nuovo     | Extra-parlamentare |
| 2022 | 79.555 | 5,01 | 3 / 42 | 3         | 1 / 15 | 1         | Governo            |